# Otto von Qualen der Ältere
Otto von Qualen der Ältere (* 1541; † 17. Mai 1604 in Nübel) war Erbherr auf Nübel und Noer, dänischer Hofmarschall und Amtmann von Schwabstedt und Tondern.

## Leben
Qualen wurde als ältester Sohn des gleichnamigen Vaters († 1564) und der Druda Wittdorf geboren, war der jüngere Bruder von Josias von Qualen (Feldmarschall) und der Onkel von Otto von Qualen dem Jüngeren. Er war in erster Ehe mit Magdalena von Buchwald († 1590) verheiratet und in zweiter Ehe seit 1592 mit Lucia von Pogwisch (1575–1648), mit der er vier Töchter und zwei Söhne hatte, einer davon Claus von Qualen (1602–1662).
Bereits vor 1580 wurde Qualen Gottorfischer Hofmarschall. Am 29. Januar 1580 wurde er von Herzog Adolf I. als Amtmann von Schwabstedt eingesetzt und nahm als solcher im Jahr 1581 die Huldigung des Herzogs durch die Nordstrander und deren Treueschwüre entgegen. Im Jahr 1588 nahm er zusammen mit seinem Bruder Josias am Lehnstag in Odense teil und ritt im 6. Glied des Herzogs. Im Jahr 1590 verpfändete ihm Asmus von Ahlefeld das Gut Noer. Im selben Jahr wurde er Landrat und Amtmann in Tondern, wofür er dem Herzog Johann Adolf ein Darlehen von 30.000 Talern gegeben hatte.

## Anklage
Herzog Johann Adolf hatte das Amt Tondern zuvor schon Heinrich von Blome und später auch dem Amtmann von Cismar, Detlev von Rantzau, zugesagt. Der Herzog bot Qualen im Jahr 1594 daraufhin zunächst eine Stellung als Hofrat an, setzte ihn jedoch, nachdem Qualen nicht einwilligte, ein Jahr später als Landrat und Amtmann ab und erhob auf dem Gerichtstag von Gottorf im Mai 1595 Klage bezüglich seiner Amtsführung. Daraufhin wurden in einer eingesetzten Kommission mehr als 140 Zeugen vernommen und Qualen schließlich im Jahr 1598 vor das nach Hadersleben einberufene Schleswigsche Landgericht geladen. Er erschien jedoch nicht, weil er sich als Angehöriger der Schleswig-Holsteinischen Ritterschaft nur vor den Prälaten und der Ritterschaft Holstein zu verantworten meinte. Gegen den am 14. Februar 1598 ergangenen Schuldspruch wandte sich Qualen an Kaiser Rudolf II. und erreichte die Urteilsaufhebung gegen „König und Herzog“ durch kaiserliches Mandat, welches in Gottorf im Mai 1598 einging. Dennoch forderte König Christian IV. ihn im August 1598 bei Strafandrohung von 1000 Talern auf, innerhalb einer kurzen Frist dem Urteil des Landgerichts Folge zu leisten. Am 4. Mai 1599 wurde Qualen, der dieser Aufforderung nicht gefolgt war, schließlich vom Rat der Stadt Lübeck verhaftet und in Ketten gelegt. Ohne Erfolg befahl Kaiser Rudolf II. einen Monat später und nochmals im September 1599 dem Rat zu Lübeck, Qualen unverzüglich freizulassen. Erst am 6. Juli 1601 wurde er aus der Haft entlassen, nachdem er den zuvor mehrmals verweigerten Schwur der Urfehde auf König und Herzog geleistet hatte. Im selben Jahr noch fertigte der Kaiser zu Prag einen förmlichen kaiserlichen Schutz- und Schirmbrief für Qualen und im Jahr 1603 zusätzlich einen Geleitbrief.
Als Otto von Qualen am 17. Mai 1604 starb, erwirkte König Christian IV. die Aufhebung des kaiserlichen Urteils von 1598 und Herzog Johann Adolf zog daraufhin das Gut Nübel ein.

## Kunst
Das Bildnis von Otto von Qualen hängt als ältestes Qualensches Porträt in der Halle des Herrenhauses Damp.